# Merny
Merny is een gehucht in het Belgische Carlsbourg, een deelgemeente van Paliseul. Alvorens Merny bij Carlsbourg werd gevoegd was Merny een zelfstandige gemeente. Merny ligt in de provincie Luxemburg.

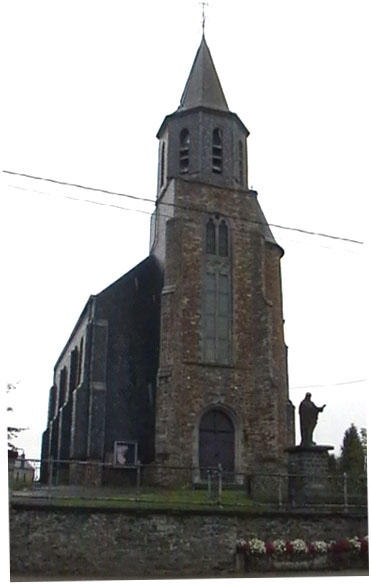
Kerk van Merny

Deelgemeenten: Carlsbourg · Fays-les-Veneurs · Framont · Maissin · Nollevaux · Offagne · Opont · Paliseul

Overige kernen: Almache · Beth · Bour · Frêne · Launoy · Merny · Our · Plainevaux · Saint-Eloi

Belgische gemeenten · Arrondissement Neufchâteau · Luxemburg · Wallonië